# Oreste (opéra de Haendel)
Oreste (« Orestes », HWV A11, HG 48/102) est un opéra de George Friederic Haendel en trois actes. Le livret a été adapté de manière anonyme de L'Oreste de Giangualberto Barlocci (1723, Rome), lui-même adapté de Iphigénie en Tauride d'Euripide. 
L'opéra est un pasticcio (pastiche), ce qui signifie que la musique des airs a été assemblée à partir d'œuvres antérieures, principalement d'autres opéras et cantates également de Haendel. Les récitatifs et les parties des danses sont les seules parties composées spécifiquement pour cette œuvre. Haendel avait déjà réuni des œuvres similaires auparavant, adaptant la musique d'airs préexistants à de nouvelles paroles, mais c'était la première fois qu'il réalisait un opéra de cette manière en utilisant entièrement sa propre musique. Il a rassemblé une collection de ses airs des années précédentes, allant d'Agrippine de 1709 à Sosarme de 1732, liant la musique de manière transparente avec les récitatifs nouvellement écrits pour créer un nouveau drame musical. 
L'opéra est en italien, bien qu'il ait été écrit et joué en Angleterre. Le rôle principal a été écrit pour le castrat Giovanni Carestini. Il est désormais interprété par un contreténor ou une soprano. 

## Historique des représentations
L'opéra a été joué pour la première fois au Covent Garden Theatre le 18 décembre 1734. Un avis dans la presse londonienne disait : 
 Hier soir, Leurs Majestés étaient au Théâtre Royal de Covent-Garden, pour voir l'Opéra d'Oreste, qui a été interprété avec beaucoup d'applaudissements. (London Bee, 19 décembre 1734). 
 La pièce a été exécutée trois fois dans la vie de Haendel et a été recréée pour la première fois en 1988. Entre autres représentations, Oreste a été donné au Festival anglais de Bach au Linbury Studio Theatre au Royal Opera House, Londres, en 2000 et a été présenté pour la première fois aux États-Unis à la Juilliard School en 2003. L'œuvre a été mise en scène par le Royal Opera de Londres, au Wilton's Music Hall en 2016 et au Handel Festival, à Halle en 2018. 

## Les rôles

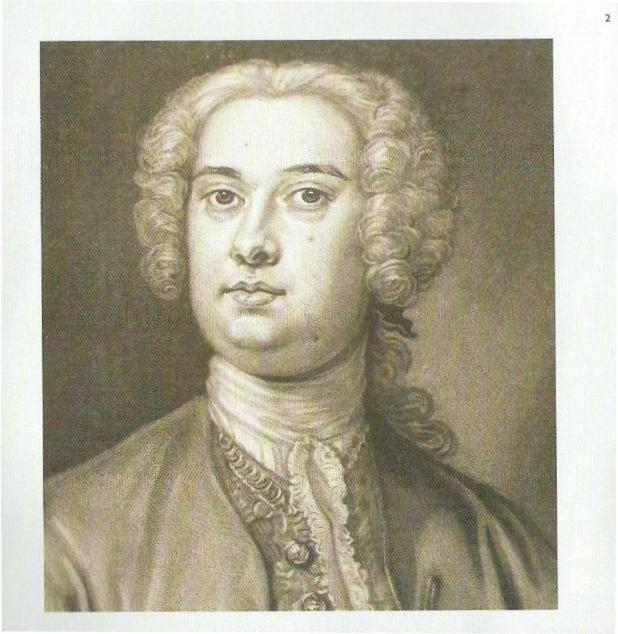
Giovanni Carestini, qui a créé le rôle d'Oreste

| Rôle                                          | Type de voix           | Distribution de la première, le 18 décembre 1734 |
| --------------------------------------------- | ---------------------- | ------------------------------------------------ |
| Oreste                                        | mezzo-soprano castrato | Giovanni Carestini                               |
| Ifigenia, prêtresse de Diane                  | soprano                | Cecilia Young                                    |
| Ermione, la femme d'Oreste                    | soprano                | Anna Maria Strada del Pò                         |
| Pilade, fidèle ami et compagnon d'Oreste      | ténor                  | John Beard                                       |
| Filotete, capitaine de la garde du roi Toante | contralto              | Maria Caterina Negri                             |
| Toante, roi des Tauri                         | basse                  | Gustavus Waltz                                   |

## Synopsis

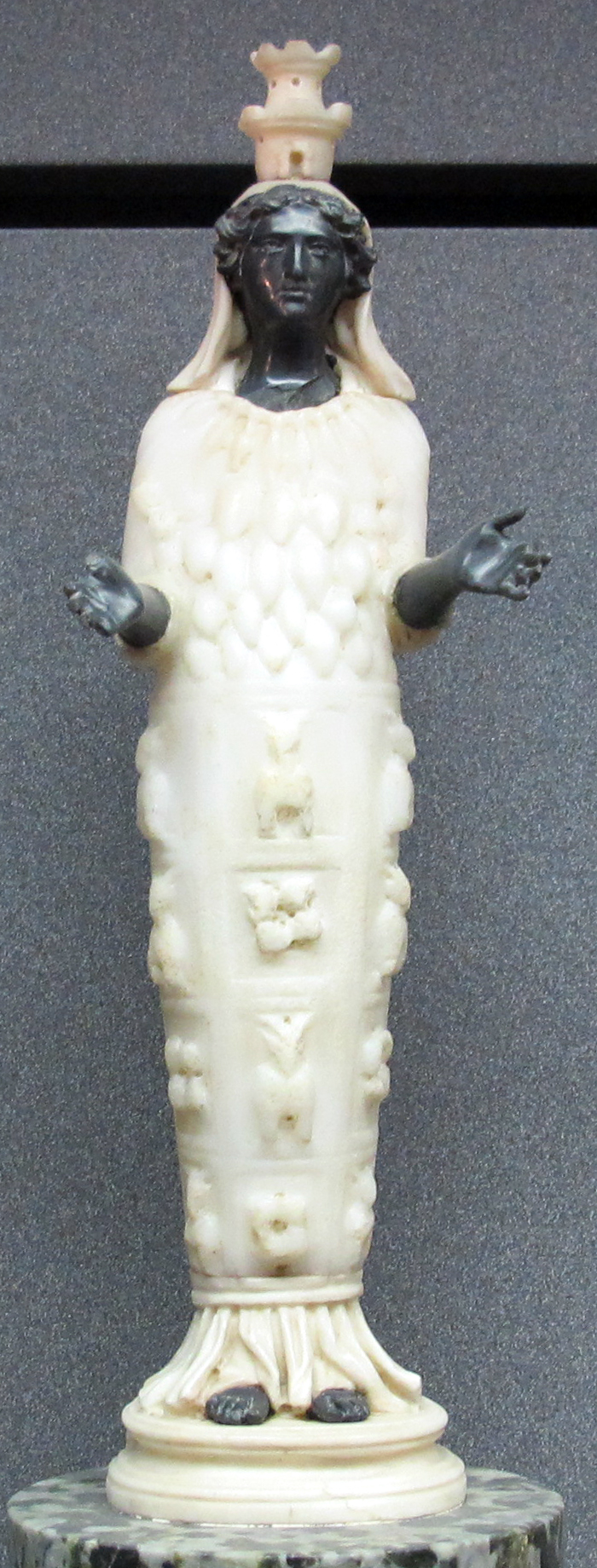
Statuette de l'Artemis (Diane) d'Ephèse

- Scène : Tauris (Crimée moderne), dans l'antiquité légendaire

Des années avant l'action de l'opéra, la jeune princesse Ifigenia a échappé de peu à la mort par le sacrifice de son père, Agamemnon. Au dernier moment, la déesse Diane, à qui le sacrifice devait être offert, est intervenue et a remplacé Ifigenia sur l'autel par un cerf, sauvant la jeune fille et l'emmenant à Tauris. Elle a depuis été nommée prêtresse au temple de Diane à Tauris, une position dans laquelle elle a la tâche horrible de sacrifier rituellement les étrangers qui atterrissent sur les rives du roi Toante. Ifigenia déteste sa servitude religieuse forcée et a fait un rêve prophétique à propos de son jeune frère Oreste et croit qu'il est mort. Pendant ce temps, Oreste a tué sa mère Clytemnestre pour venger son père Agamemnon avec l'aide de son ami Pilade. Il devient hanté par les furies pour avoir commis le crime et passe par des accès de folie périodiques. 
À ce matériau mythologique adapté d'Iphigénie en Taurine d'Euripide, Oreste ajoute le personnage de la femme d'Oreste Hermione, qui cherche à l'aider dans sa quête de guérison pour son esprit torturé et retrouver sa tranquillité d'espritL Haendel ajoute également un autre personnage, Filotete, absent de la pièce Euripide. 

### acte 1
Bosquet sacré de Diane avec une statue de la déesse - Oreste est tourmenté à la fois par les remords personnels pour le meurtre de sa mère et par les furies. Errant agité dans le monde en quête de secours, il fait naufrage sur la côte de Tauris. Il prie la déesse pour la paix et le pardon (Aria : Pensieri, voi mi tourmentate ). Ifigenia entre avec une suite de prêtres et ne reconnaît pas l'étranger comme son frère, qu'elle n'a pas vu depuis son enfance et qu'elle croit mort (Aria : Bella calma ). Il est du devoir d'Ifigenia de sacrifier des inconnus qui apparaissent dans le royaume à Diane, mais elle ne veut pas le faire et conseille à l'étranger de se réfugier dans le temple de Diane, ce qu'il accepte (Aria : Agitato da fiere tempeste). Filotete, capitaine des gardes du roi Toante, amoureux d'Ifigenia et d'elle avec lui, arrive et promet de l'aider à tenter de sauver la jeune inconnue de la mort, ce dont Ifigenia lui est reconnaissante (Aria: Dirti vorrei ). Resté seul, Filotete est heureuse que Ifigenia lui fasse confiance pour l'aider et attend son amour comme récompense (Aria : Orgogliosetto va l'augelletto). 
Un port maritime avec des navires au mouillage - Ermione est arrivée à Tauris, à la recherche de son mari Oreste (Aria : Io sperai di veder il tuo volto). Elle est accueillie par Pilade, fidèle ami d'Oreste, mais ils sont tous deux arrêtés par Filotete comme étrangers. Le roi Toante décrète que, conformément à la loi, Ermione et Pilade doivent être mis à mort en tant que sacrifices humains à la déesse Diana, mais change d'avis et ordonne que seule Pilade soit tué. Resté seule avec Ermione, il lui dit qu'il est tombé amoureux d'elle et lui sauvera la vie si elle se donne à lui. Elle refuse cette offre, après quoi il lui conseille de se méfier de sa colère (Aria : Pensa ch'io sono). Restée seule, Ermione déplore son sort (Aria : Dite pace e fulminate ). L'acte se termine par un ensemble de danses pour les marins grecs. 

### Acte 2

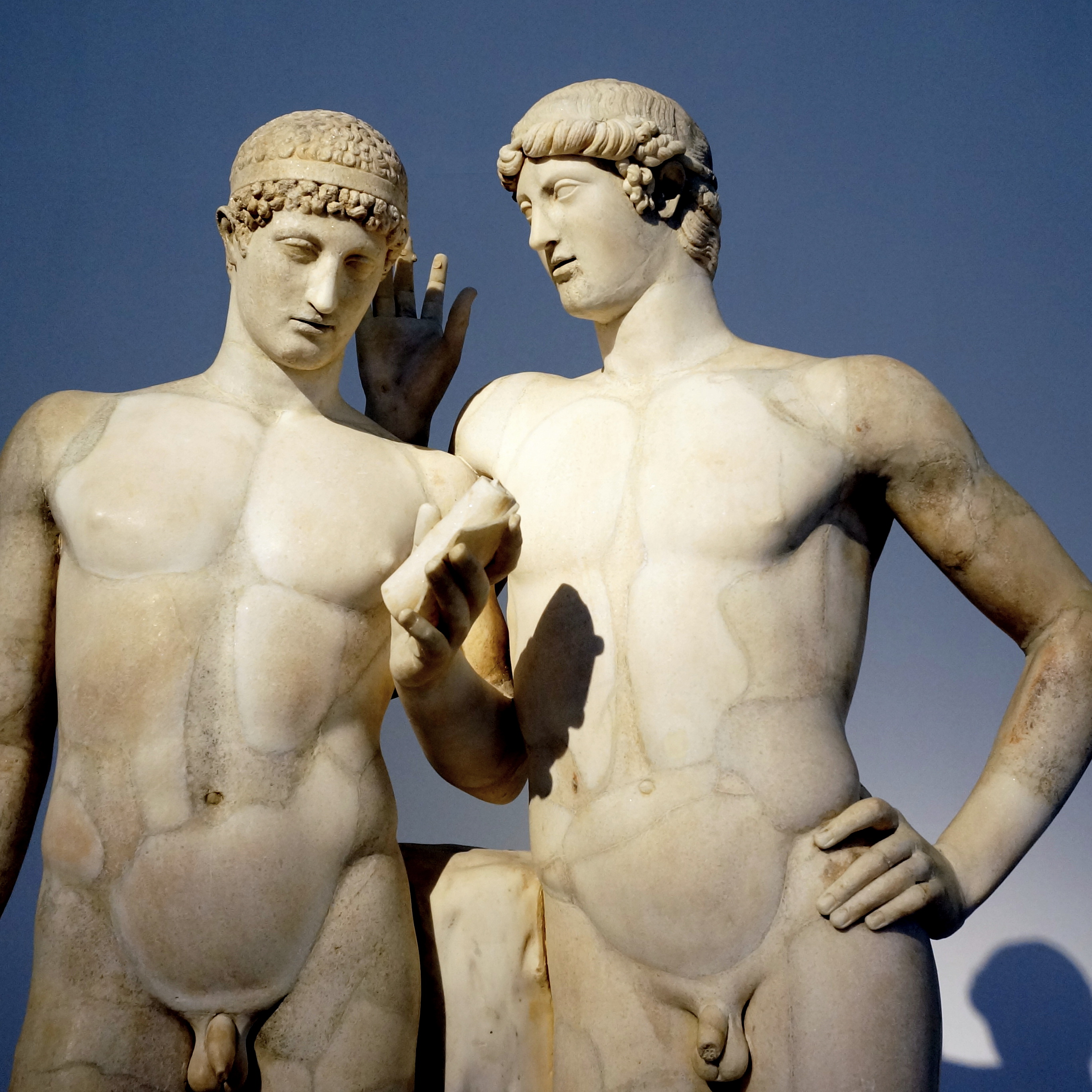
Oreste et Pylade, attribué à l'école Pasitélès

Le parvis du temple de Diane - L'acte commence par une sinfonia introductive. Oreste est dans le temple où il s'est réfugié sur les conseils d'Ifigenia quand il voit son ami Pilade enchaîné, traîné prêt à être sacrifié à la déesse. Oreste jure qu'il se battra pour sauver son ami bien-aimé (Aria : Empio, se mi dai vita). Ifigenia intervient cependant, et capitalisant sur l'amour de Filotete pour elle, le persuade de permettre à Oreste de quitter librement le temple (Aria: Se'l caro figlio). Oreste hésite à laisser Pilade en danger mais il insiste pour que Oreste se sauve (Aria : Caro amico, a morte io vo), puis est emmené. Dans un récitatif et un aria accompagnés, Oreste dénonce les dieux pour leur cruauté (Aria : Un interrotto affetto ). 
Jardin royal avec une porte qui mène à la mer - Ifigenia montre à Oreste le chemin de la mer et le pousse à fuir (Aria: Sento nell'alma). Seul, Oreste exprime ses remerciements aux dieux pour lui avoir envoyé la « noble vierge » qui l'a sauvé mais se sent coupable d'avoir laissé son ami Pilade en danger de mort (Aria: Dopo l'orrore). Ermione a retracé les pas d'Oreste et est ravie d'avoir retrouvé son mari (Aria: Vola l'augello). Le roi Toante entre pour les voir s'embrasser et ordonne leur exécution. Oreste et Ermione se font un adieu affectueux (Duo: Ah, mia cara). Une série de danses conclut l'acte. 

### Acte 3

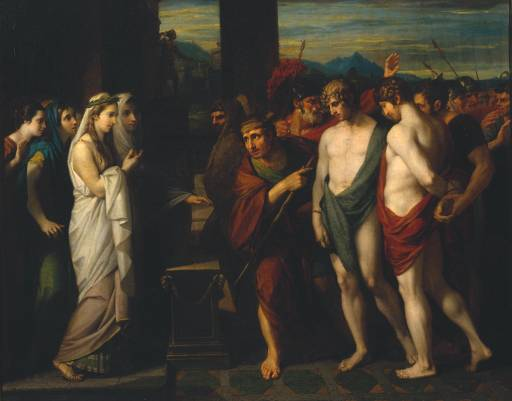
Pylade et Oreste amenés comme victimes devant Iphigénie, 1766, Benjamin West

La chambre du roi - Toante offre à Ermione qu'il la libérera ainsi qu'Oreste si elle se donne à lui(Aria : Tu di pieta mi spogli). Elle méprise cette offre, préférant les chaînes et la mort, et, laissée seule, déplore son destin cruel (Aria : Piango dolente il sposo). 
Le temple de Diane avec un autel et une statue - Ifigenia, dont le devoir sera de sacrifier rituellement les victimes humaines, souhaite qu'elle puisse mourir à la place (Aria: Mi lagnerò, tacendo). Oreste est amenée à être sacrifié et Ifigenia le reconnaît maintenant comme son frère. Ermione puis le roi arrivent et elle le supplie de faire grâce, tout comme Pilade qui propose de mourir à la place d'Oreste. Toante refuse ces plaidoyers, même si Ifigenia révèle que Oreste est son frère. Le roi lui ordonne de tuer Oreste et Pilade, mais Ifigenia menace de le tuer à la place. Elle est soutenue en cela par Filotete. Le combat s'ensuit ; le roi est tué. Le sacrifice humain sera désormais terminé, frère et sœur, mari et femme pourront être réunis. Oreste exprime sa joie (Aria : In mille dolci modi). Une suite de danses suit, puis un refrain de conclusion alors que tous célèbrent le résultat heureux des événements. 

## Contexte et analyse

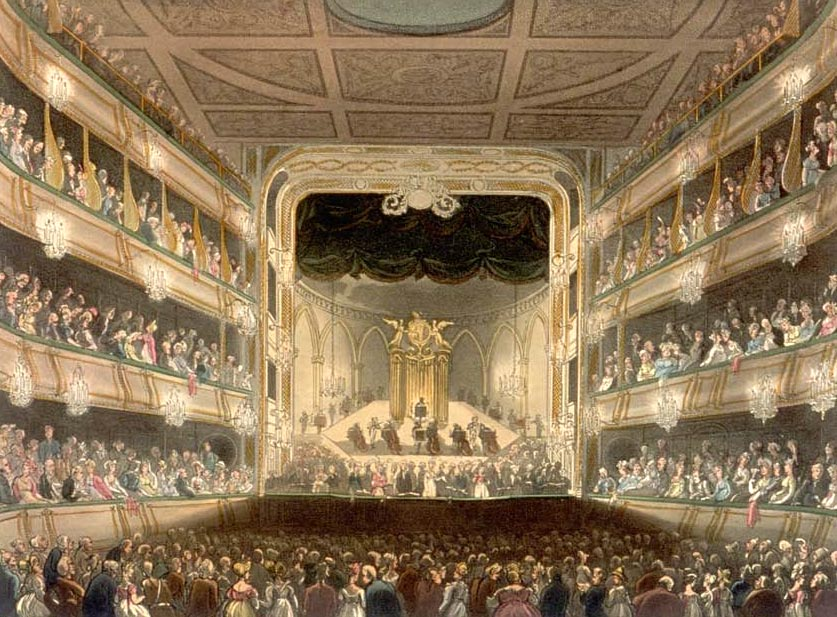
Une illustration du théâtre de Covent Garden où Oreste a été joué pour la première fois

Né en Allemagne, Haendel, après avoir passé une partie de sa carrière à composer des opéras et d'autres pièces en Italie, s'est installé à Londres, où en 1711, il avait amené l'opéra italien pour la première fois avec son Rinaldo. L'énorme succès de Rinaldo a créé un engouement à Londres pour l'opéra seria italien, une forme axée principalement sur des airs solo pour les chanteurs virtuoses vedettes. En 1719, Handel a été nommé directeur musical d'une organisation appelée la Royal Academy of Music (sans lien avec l'actuel conservatoire de Londres), une société sous charte royale afin de produire des opéras italiens à Londres. Haendel ne devait pas seulement composer des opéras pour la compagnie, mais embaucher des chanteurs vedettes, superviser l'orchestre et des musiciens, et adapter des opéras d'Italie pour une représentation à Londres,. 
La Royal Academy of Music s'est effondrée à la fin de la saison 1728-29, en partie à cause des énormes frais payés aux chanteurs vedettes. Haendel est entré en partenariat avec John James Heidegger, l'impresario théâtral qui détenait le bail du King's Theatre à Haymarket où les opéras ont été présentés et a commencé une nouvelle compagnie d'opéra avec une nouvelle prima donna, Anna Strada. 

En 1733, une deuxième compagnie d'opéra, l'Opera of the Nobility a été créée pour rivaliser avec Haendel, employant plusieurs des anciens chanteurs vedettes de celui-ci, y compris le célèbre castrato Senesino. Le bail de Haendel sur le King's Theatre à Haymarket expirant à la fin de la saison 1733-1734, l'Opera of the Nobility emménage dans ce qui avait été la maison artistique de Haendel pendant des années. En plus de Senesino, la compagnie d'opéra rivale avait également embauché le célèbre castrat Farinelli, qui avait fait sensation. Celles-ci étaient considérées comme de sérieux revers pour Haendel comme l'écrivait l'écrivain français Antoine François Prévost en 1734 : 
 Il a tellement subi de grandes pertes et écrit tant d'opéras merveilleux, qui se sont révélés être des échecs absolus, qu'il sera contraint de quitter Londres et de retourner dans son pays d'origine
 mais, loin de se laisser décourager, Handel emménage dans un nouveau théâtre, le Theatre Royal Covent Garden, construit par John Rich en grande partie sur les recettes du très réussi The Beggar's Opera qui avait parodié un opéra italien du genre Haendel créé pour Londres. Rich avait équipé son nouveau théâtre des dernières technologies en matière de machinerie scénique et employait également une troupe de danseurs, ce qui n'avait pas été le cas au King's Theatre de Haymarket. Haendel ouvre sa première saison au Covent Garden avec une refonte de son ancien Il Pastor Fido avec un tout nouveau prologue, Terpsichore, mettant en vedette la danseuse française de renommée internationale Marie Sallé. Le pasticcio Oreste, qui a suivi, présente également des danses contrairement aux opéras que Haendel avait précédemment composés pour Londres.  Anna Strada, qui seule des stars des précédents opéras de Haendel n'avait pas fait défection pour l'opéra rival, faisait partie de la distribution d'Oreste, comme elle était dans toutes les œuvres vocales à grande échelle de Haendel de 1729 à 1737. Elle a été rejointe par le célèbre castrat Carestini, sur lequel le célèbre musicologue du XVIIIe siècle Charles Burney a écrit : 
 «Sa voix était d'abord une soprano puissante et claire, qui s'est ensuite transformée en contreténor le plus complet, le plus fin et le plus profond qui ait peut-être jamais été entendu… La personne de Carestini était grande, belle et majestueuse. Il était un acteur très animé et intelligent, et ayant une part considérable d'enthousiasme dans sa composition, avec une imagination vive et inventive, il a rendu tout ce qu'il chantait intéressant par le bon goût, l'énergie et les embellissements judicieux. Il a fait preuve d'une grande agilité dans l'exécution des divisions difficiles de la poitrine de la manière la plus articulée et la plus admirable. C'était l'opinion de Hasse, ainsi que de nombreux autres professeurs éminents, que quiconque n'avait pas entendu Carestini ne connaissait pas le style de chant le plus parfait. »  

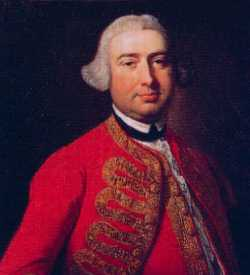
John Beard

Le ténor de 17 ans, John Beard, également dans la distribution d'Oreste, a entamé cette saison avec une collaboration avec Haendel qui durera jusqu'à la fin de la vie du compositeur, créant de nombreux rôles dans ses œuvres. Une connaissance de Haendel a écrit à son amie à ce moment : 
 Un boursier de M. Gates, Beard, (qui a quitté le Chappell à Pâques dernier) brille à l'Opéra de Covent Garden et M. Hendell est si plein de ses éloges qu'il dit qu'il surprendra la ville avec ses performances avant la fin de l'hiver.
L'opéra contient des partitions pour deux hautbois, deux cors, cordes, luth et continuo (violoncelle, luth, clavecin). 

## Enregistrements
- Mary-Ellen Nesi (Oreste), Maria Mitsopoulou (Ermione), Mata Katsuli (Iphigenia), Antonis Koroneos (Pilade), Petros Magoulas (Toante), Nicholas Spanos (Filotete). Camerata Stuttgart, George Petrou, chef d'orchestre. CD : MDG Cat: LC 6768 Recorded 2003[13].